# Masayuki Nakagomi
Masayuki Nakagomi (中込正行?, Nakagomi Masayuki; Prefettura di Yamanashi, 17 agosto 1967) è un ex calciatore giapponese, di ruolo centrocampista.